# الگوریتم خروج از آشفتگی
الگوریتم خروج از آشفتگی (انگلیسی: Out-of-kilter algorithm) الگوریتمی است که جهت حلِ مسئله کم‌هزینه‌ترین جریان در یک شبکه شاره بکار می‌رود و نخستین بار در سال ۱۹۶۱ توسط ریاضی‌دان آمریکایی «دلبرت ری فولکرسون» ارائه شد.